# Valmascle
Valmascle é uma comuna francesa na região administrativa de Occitânia, no departamento de Hérault. Estende-se por uma área de 6,99 km². Em 2010 a comuna tinha 42 habitantes (densidade: 6 hab./km²).